# Невена Цачева (лекар)
Невена Костова Цачева-Христова е български професор в областта на трудовата медицина и общественото здраве.

## Биография
Родена е на 8 юли 1951 г. в София, България. Семейна, с един син. Завършва медицина през 1976 г. с много добър успех в Медицинския факултет при МА. През 1981 г. придобива специалността „Социална медицина и организация на здравеопазването и фармацията“, през 1989 г. – втора специалност „Трудова медицина“ и през 1994 г. – трета специалност „Професионални болести“. Има сертификати за преминати обучения от Американската Агенция за защита на околната среда за „Опазване на околната среда“, от Испанската агенция за международно сътрудничество – МЗ, НЗОК за „Здравна политика и обществени комуникации“, от Медицински Факултет, МУ-София за „Основи на мениджмънта в здравеопазването“ и „Здравен мениджмънт“. Има издадени 20 монографии в областта на професионалното здраве, безопасността и работоспособността, околната среда и здравния мениджмънт, публикувани 267 статии, изяви в многобройни научни форуми, над 190 цитирания. Участва в национални и международни научно-изследователски проекти вкл. представителни проучвания за условията на труд и здравето на учителите, работното натоварване на българския учител, Грант с ЕВРОСТАТ, Европейска комисия (2003, 2006 г.) и ICOH ИНСТИТУТ – Германия – създаване на обща методология за консолидирани данни за професионалните болести. Към 2020 г. участва в Националната научна програма „Е – здравеопазване“, по задачите за дигитализация на работните места.

## Кариера
Започва академичното си развитие през 1978 г. като асистент в Катедра „Социална медицина“ на Висшия медицински институт Плевен при МА. През 1991 г. е избрана за старши научен сътрудник в Националния център по хигиена, медицинска екология и хранене, а през 2008 г. – за професор от ВАК във Факултета по обществено здраве при МУ-София. Тя е основател на първата в историята на висшето медицинско образоване, европейски съизмерима катедра „Трудова медицина“ към ФОЗ, МУ София. Създава през 2011 г. първите 19 учебни програми за образователно-квалификационните степени „Бакалавър“ и „Магистър“, приложени и в други университети – НБУ, ДУ „Проф. д-р Асен Златаров“, филиал Враца на МУ, МК „Йорданка Филаретова“. Зам. декан по научната дейност на Факултета по обществено здраве на МУ–София. Създава през 2000 г. Националния регистър на професионалната заболяемост като външен орган на НСИ, който подава официални данни за България на ЕВРОСТАТ, ЕК до 2007 г. Създава „Практическа методика за оценка и анализ на здравето на осигурените лица“ с Единно здравно интегрално досие (ЕЗИД), разпространени през 2005 г. в 3000 екземпляра за нуждите на Службите по трудова медицина, РЗИ, ОД „ИТ“, ТП „НОИ“. Председател е на Националния специализиран експертен лекарски борд по Трудова медицина при БЛС 2017 г. и понастоящем, Председател на Българското Академичното дружество по Трудова Медицина, Съюз на Българските медицински специалисти – 2014 г. и понастоящем, Гл. редактор за периода 2013 г. – 2015 г. на списание „Здравна политика и мениджмънт“, Председател на редакционния съвет на сп. Трудова медицина и работоспособност, от 2016 и досега Член на Международната комисия по трудова медицина /ICOH/, Член на Националното сдружение по здравен политика и мениджмънт, Член на редакционна колегия на списание „Медицински меридиани“ – до 2018 г., списание „Асклепий“ и „Вестник на Източно – Сибирската академия на науките на Русия“, Член на ОБЩЕСТВЕНИЯ ЖЕНСКИ ПАРЛАМЕНТ при СБУ, КНСБ научен съвет, експерт в комисията по Здравеопазване и социална политика на Столична община от 2014 г. и понастоящем, Сътрудник на комисията по здравеопазване в XLI, XLII НС и по образование и наука в XLIV НС.

## Дисертации
Има два защитени дисертационни труда:
- За образователна и научна степен „доктор“ (тогава кандидат на медицинските науки) – 1987 г. на тема „Трудовохигиенни и профпатологични аспекти на заболеваемостта с временна нетрудоспособност“
- За доктор на науките – 2014 г. на тема „Трудовата медицина в Република България – теория, методология, практика“.

## Награди
Носител на редица награди, някои от по-важните от тях са следните:
- Почетни грамоти и почетен знак на СБУ, КНСБ /1999 – 2018/
- Публикувана е биография в американското списание"Who is Who in the World", 2012 г.;
- Награда със ‘SIGNUM LAUDIS PRO SCIENTIAE MERITIS” за най-успешна научна разработка в медико – социална област и общественото здраве.;
- Награда от Министъра на здравеопазването д-р Илко Семерджиев за успешна работа по менторство на студенти от ромски произход от Медицински университет;
- Награда с почетен знак на Медицински университет София „PANACEA“ – златна за цялостна дейност в Медико-социалната област;
- Награда с почетен знак на БЛС за организиране и водещо участие в II и III Научно-практически конференции на БЛС;
- Орден „Св. Св. Кирил и Методий“ – втора степен.